# Wyeomyia cesari
Wyeomyia cesari är en tvåvingeart som beskrevs av Ponte och Nelson Leander Cerqueira 1938. Wyeomyia cesari ingår i släktet Wyeomyia och familjen stickmyggor. Inga underarter finns listade i Catalogue of Life.